# (6815) Mutchler
(6815) Mutchler (1979 MM5) – planetoida z pasa głównego asteroid okrążająca Słońce w ciągu 3 lat i 291 dni w średniej odległości 2,43 j.a. Została odkryta 25 czerwca 1979 roku w Siding Spring Observatory w Australii przez Eleanor Helin i Schelte Busa. Nazwa planetoidy pochodzi od Maxa Mutchlera (ur. 1965), astronoma pracującego w Space Telescope Science Institute w Baltimore, który w czerwcu 2005 roku jako pierwszy zidentyfikował drugi i trzeci księżyc (134340) Plutona na podstawie zdjęć z Kosmicznego Teleskopu Hubble'a.